# South of Hell
South of Hell est une série télévisée américaine en huit épisodes de 42 minutes créée par Matt Lambert, dont les sept premiers épisodes ont été diffusés le 27 novembre 2015 sur WE tv. Le huitième épisode a été mis en ligne sur iTunes.
En France, la série est disponible en Vidéo à la demande avec abonnement en version originale sous-titrée sur Canalplay depuis le 15 novembre 2016. Toutefois, elle reste encore inédite dans les autres pays francophones.

## Synopsis
À Charleston, en Caroline du Sud, Maria et David Abascal sont des chasseurs de démons à louer. Dans le corps de Maria réside un démon appelé Abigail, qui se nourrit du mal que Marie exorcise d'autres personnes. Maria doit trouver un moyen d'exorciser Abigail hors de son corps. Mais se débarrasser d'Abigail n'est pas une tâche facile, car cette dernière trouve très attrayant de résider au plus profond d'une âme aussi conflictuelle que celle de Maria...

## Distribution

### Acteurs principaux
- Mena Suvari : Maria Abascal
- Zachary Booth : David Abascal
- Lamman Rucker (en) : Elijah Bledsoe
- Paulina Singer : Grace Bledsoe
- Drew Moerlein : Dusty
- Bill Irwin : Enos Abascal

## Épisodes
1. titre français inconnu (Demons are Forever)
2. titre français inconnu (Judge and Fury)
3. titre français inconnu (I See You)
4. titre français inconnu (White Noise)
5. titre français inconnu (The One That Got Away)
6. titre français inconnu (South of the Border)
7. titre français inconnu (Take Life Now)
8. titre français inconnu (Blood Relations)